# Etzbach
Etzbach är en kommun och ort i Landkreis Altenkirchen i förbundslandet Rheinland-Pfalz i Tyskland.
Kommunen ingår i kommunalförbundet Verbandsgemeinde Hamm (Sieg) tillsammans med ytterligare 11 kommuner.